# Ganymede (thần thoại)

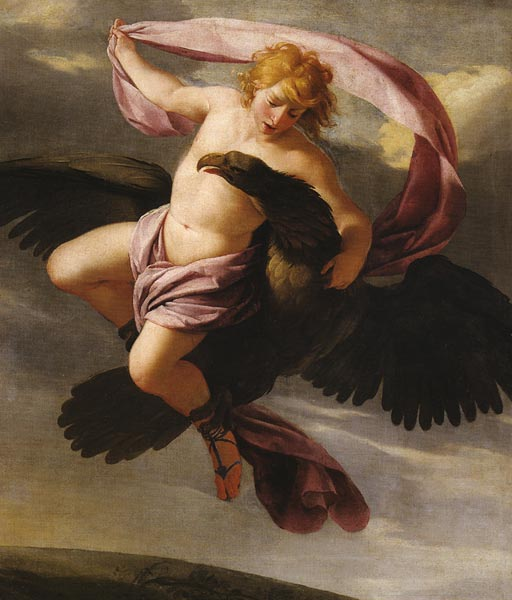
Vụ bắt cóc Ganymede (ca. 1650) bởi Eustache Le Sueur

Trong thần thoại Hy Lạp, Ganymede (/ˈɡænɪˌmiːd/; /ˈɡænɪˌmid/; tiếng Hy Lạp: Γανυμήδης, Ganymēdēs) là hoàng tử của thành Troia. Hómēros miêu tả Ganymede là cậu thiếu niên đẹp nhất cõi trần tục.  Cậu là con trai của Tros, vua của thành Troia. Anh em của cậu là Ilus và Assaracus.

## Thần thoại
Trong một phiên bản thần thoại, Zeus vì chao đảo, không kìm được lòng khi nhìn thấy Ganymede có mái tóc vàng thong thả giữa đàn cừu trắng, nên Zeus đã biến thành con đại bàng và bắt cóc cậu lên đỉnh Olympia. Tại đây, các vị thần cực kỳ yêu quý cậu vì vẻ đẹp tuấn tú của cậu, trừ Hera, vợ của Zeus.
Để tránh việc mọi người cảm thấy rờn rợn vì Zeus lại đi với một thanh niên, Zeus đã ban cho Ganymede sự bất tử để cậu được ở trong hình dạng thiếu niên mãi mãi. Ganymede trở thành vị thần của tình yêu và ham muốn đồng tính, cậu còn là người giữ cốc (Cup bearer) cho các vị thần trên đỉnh Olympos, và Zeus đã biến cậu thành chòm sao Bảo Bình (Aquarius) để bắt cậu ở thiên đàng mãi mãi.